# Réti tarkalepke
A réti tarkalepke (Melitaea cinxia) a rovarok (Insecta) osztályának lepkék (Lepidoptera) rendjébe, ezen belül a tarkalepkefélék (Nymphalidae) családjába tartozó faj.
A Melitaea lepkenem típusfaja.

## Előfordulása
Egész Európában megtalálható, kelet felé Közép-Ázsiáig jutott el. Magyarországon mindenhol megél. Helyenként, főleg dombvidékeinken gyakori is (bár nem tömeges).

## Megjelenése
A hernyó szájszerve rágó, az imágóé pödörnyelv (feltekeredő szívó-nyalócső). Szárnyának fesztávolsága körülbelül 4 centiméter; a nőstény valamivel nagyobb a hímnél. A szárny alapszíne változó: a hím inkább vöröses- vagy sárgásbarna, a nőstény inkább fakó sárgásvörös, sárga. A szárny fekete foltsorai vonalakká állnak össze, és mivel az erek feketék, ez a mintázatot hálózatossá teszi. Fonákának java része narancsszínű, a hátulsó szárnyon fehér vagy krémszínű szalagokkal. A hátsó szárnyán színén, a gyöngyfoltsor szegély menti narancssárga sávjában 4-5 fekete folt található; ez a jellegzetesség az összes rokon fajtól elkülöníti. A hátsó szárny fonákán a gyöngyfoltsor piros szalagját keretező fekete ívek mindkét oldalon mélyek, összefüggő csipkés vonallá folytak össze. A hernyó fekete, kékesfehér szemölcsökkel. Álltüskéi is feketék, feje és haslábai vörösek.

## Életmódja
Az oligofág hernyó főleg az útifűfélék (Plantago, Veronica és Viola nemzetségek) leveleit rágja, a lepke nektárt szív. Hernyó állapotban telel át. Magyarországon évente egy nemzedéke repül május-júniusban, délebbre egy második is (augusztus-szeptemberben). Röpte lassú; alig emelkedik a felszín fölé. A különféle élőhelyekhez könnyen alkalmazkodik; száraz sziki gyepekben épp úgy megtalálható, mint a hűvösebb és nedvesebb hegyi réteken.

## Szaporodása
A nőstény legfeljebb 200-as csomókban rakja petéit a növények leveleire. A hernyó 3 hét múlva kel ki. A hernyó a lepke leghosszabb átalakulási állapota. Az útifűféléket rágja egészen télig, majd áttelel, és tavasszal tovább rág. 10 hónapos korában bábozódik. A báb a növények levelein lóg vastag külső burokban. A kifejlett állat csak néhány hétig él; a nőstény röviddel a peték lerakása után elpusztul.

## Rokon fajok
Legközelebbi rokona a közönséges tarkalepke (Melitaea athalia).

## Képek

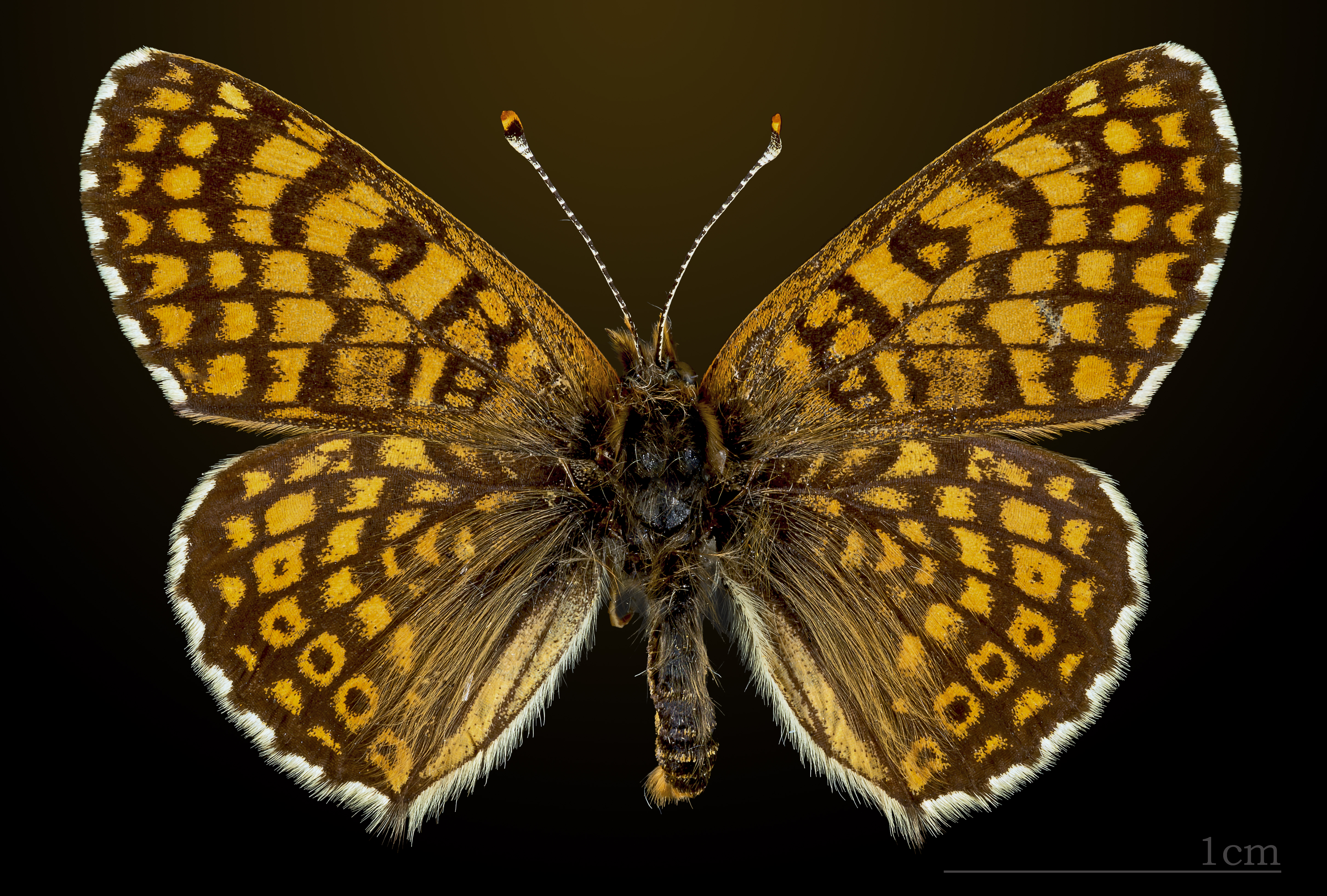
Réti tarkalepke
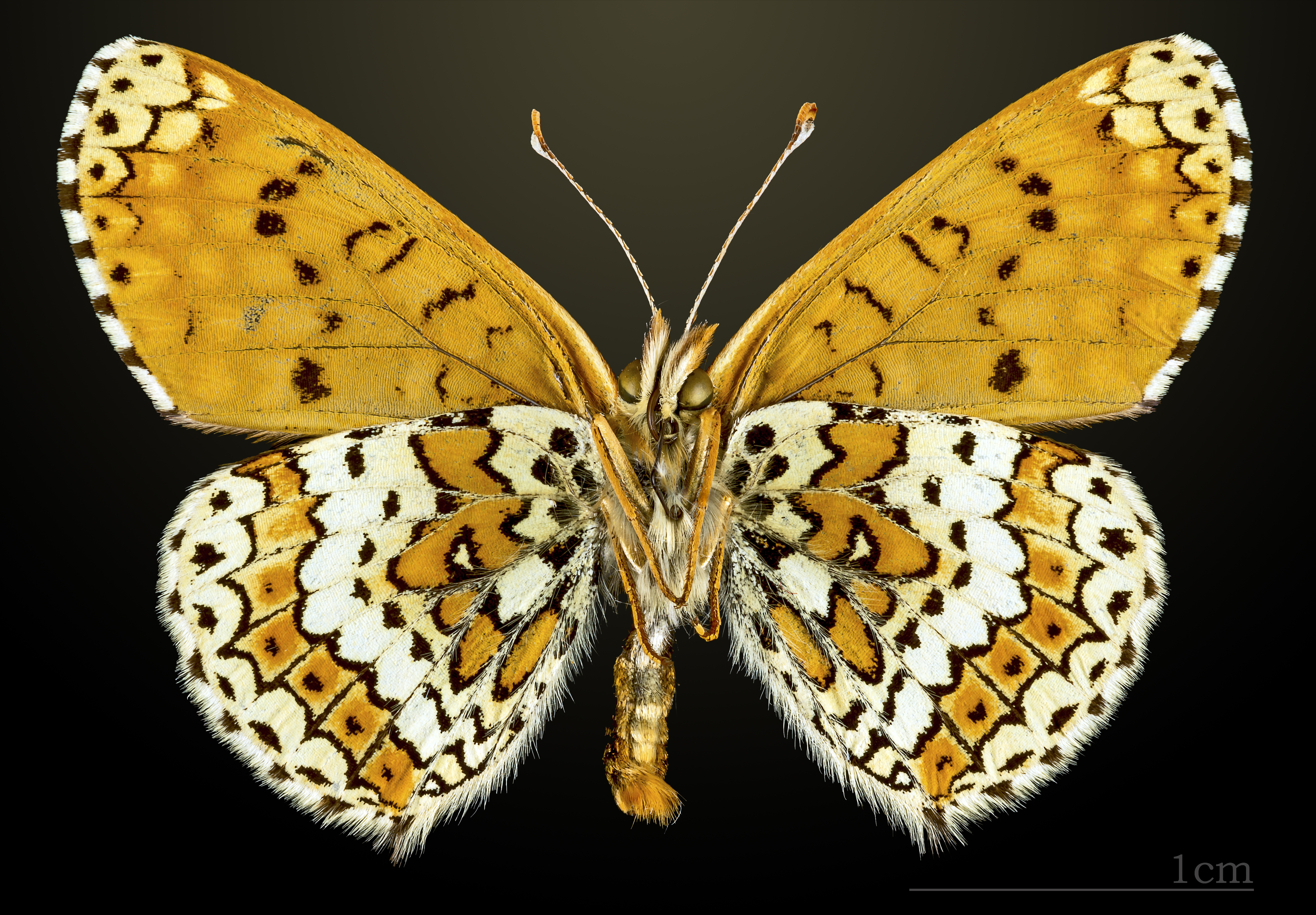
△  Réti tarkalepke
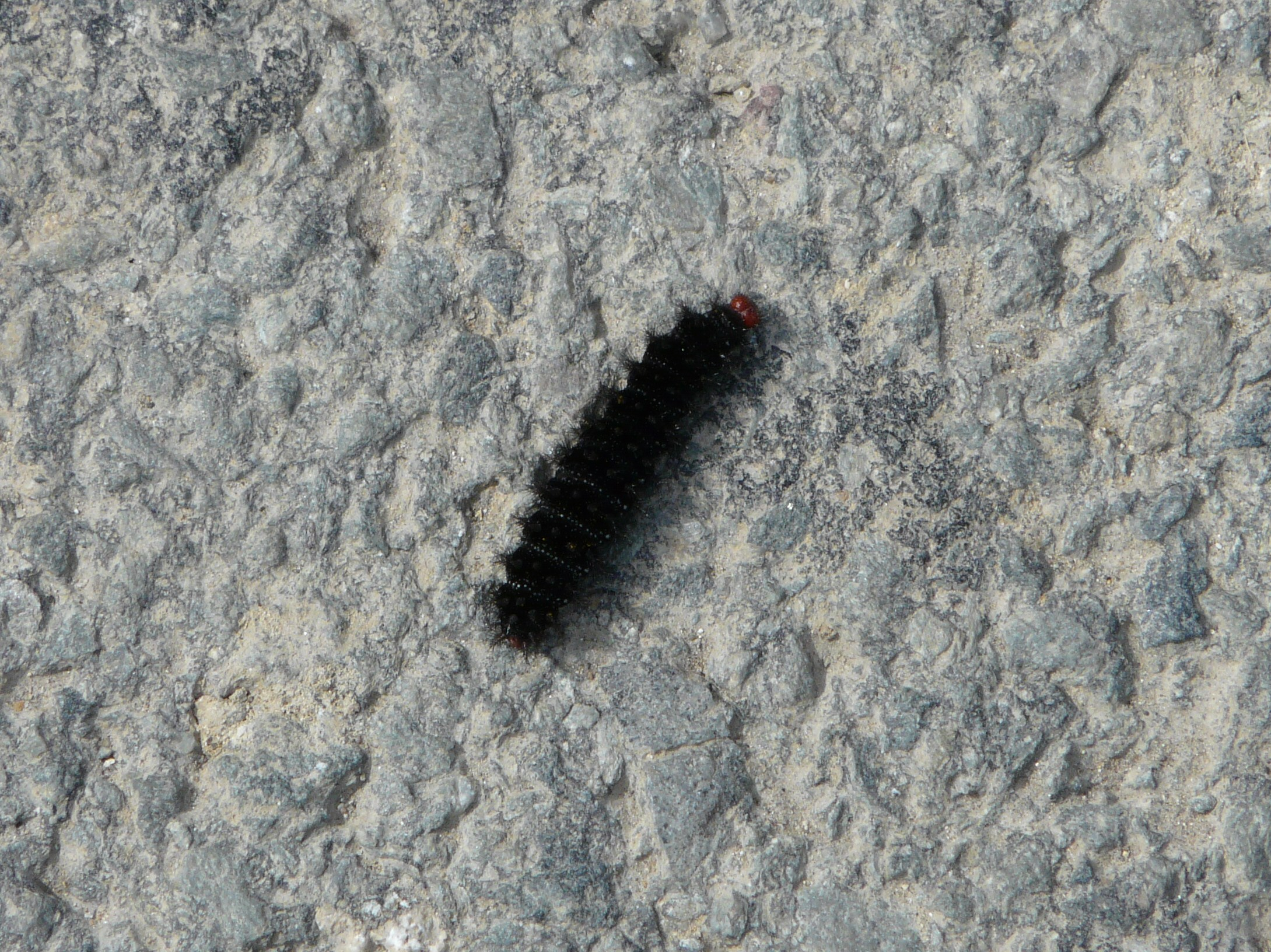
Hernyó